# Руководители Красноярского края
Красноярским краем в разные годы руководили:
- Акулинушкин, Павел Дмитриевич (29 июня 1935 года — 21 июля 1937 года)
- Соболев, Сергей Михайлович (21 июля 1937 года — 22 июня 1938 года)
- Кулаков, Павел Христофорович (11 июля 1938 года — 29 июня 1940 года)
- Голубев, Иван Григорьевич (29 июня 1940 года — 28 июля 1944 года)
- Аристов, Аверкий Борисович (28 июля 1944 года — 4 апреля 1950 года)
- Бутузов, Сергей Михайлович (4 апреля 1950 года — 16 августа 1952 года)
- Органов, Николай Николаевич (16 августа 1952 года — 21 февраля 1958 года)
- Кокарев, Александр Акимович (21 февраля 1958 года — 28 апреля 1969 года)
- Долгих, Владимир Иванович (28 апреля 1969 года — 27 декабря 1972 года)
- Федирко, Павел Стефанович (27 декабря 1972 года — 2 октября 1987 года)
- Шенин, Олег Семёнович (2 октября 1987 года — 18 июля 1990 года)
- Казьмин, Геннадий Петрович (17 августа 1990 года — 23 августа 1991 года)
- Вепрев, Аркадий Филимонович (29 декабря 1991 года — 21 января 1993 года)
- Зубов, Валерий Михайлович (12 апреля 1993 года — 5 июня 1998 года)
- Лебедь, Александр Иванович (5 июня1998 года — 28 апреля 2002 года)
- Ашлапов, Николай Иванович (28 апреля по 3 октября 2002 года, и.о.)
- Хлопонин, Александр Геннадиевич (3 октября 2002 года — 19 января 2010 года)
- Акбулатов, Эдхам Шукриевич (с 19 января 2010 года по 17 февраля 2010 года, и.о.)
- Кузнецов, Лев Владимирович (17 февраля 2010 года — 12 мая 2014 года)
- Толоконский, Виктор Александрович (12 мая 2014 года — 29 сентября 2017 года)
- Усс Александр Викторович (29 сентября 2017 года — 19 сентября 2023 года)
- Котюков Михаил Михайлович (с 19 сентября 2023 года)